# 2907 Некрасов
2907 Некрасов (2907 Nekrasov) — астероїд головного поясу, відкритий 3 жовтня 1975 року.
Тіссеранів параметр щодо Юпітера — 3,218.